# Tang Lingsheng
Tang Lingsheng   (Lingui, 10 de gener de 1971) és un aixecador de peses xinès, ja retirat, que va competir durant la dècada de 1990.
El 1996 va prendre part en els Jocs Olímpics d'Estiu d'Atlanta, on va guanyar la medalla d'or en la categoria del pes gall del programa d'halterofília.
En el seu palmarès també destaquen una medalla de bronze al Campionat del món d'halterofília de 1993, una medalla de plata als Jocs Asiàtics de 1994 i una d'or als Campionats d'Àsia d'halterofília de 1995. Durant la seva carrera va establir un rècord del món en dos temps.